# Bill Scott
Bill Scott est un acteur, scénariste et producteur américain, né le 2 août 1920 à Philadelphie (Pennsylvanie) et mort le  29 novembre 1985 à Tujunga (Californie).
Il a principalement travaillé dans le domaine de l'animation, associé notamment à Jay Ward.

## Biographie
Durant la Seconde Guerre mondiale, il sert dans l'armée américaine First Motion Picture Unit où il travaille avec des animateurs tels que Frank Thomas. Il entre ensuite chez Warner Bros, principalement pour se consacrer au personnage de Bugs Bunny, puis passe chez United Productions of America où il participe à l'adaptation de Dr. Seuss ainsi qu'au court-métrage Gerald McBoing-Boing qui remporte un Oscar du cinéma en 1951.
Également comédien de doublage quand il a rejoint Jay Ward comme chef scénariste et coproducteur, il prête sa voix aux personnages de Bullwinkle J. Moose, Dudley Do-Right et Mr. Peabody dans la série télévisée Les Aventures de Rocky et Bullwinkle et à George dans George of the Jungle.
Il apparaît en chair et en os dans l'émission de télévision The Duck Factory aux côtés de Jim Carrey. Dans l'épisode Les Annie Awards, Bill Scott joue un rappeur à une cérémonie pour dessinateurs.
Auteur de nombreuses publicités pour Quaker Oats et General Mills, société qui finance en grande partie les Aventures de Rocky et Bullwinkle, il estprésident et cofondateur de l'ASIFA-Hollywood.
Vers la fin de sa carrière, il travaille pour Walt Disney Television Animation sur la série Les Gummi dans laquelle il double le personnage de Gruffi (il sera remplacé  par Corey Burton). Il meurt en 1985.
Il était marié à l'actrice Dorothy Scott (1923-2004).